# DeRon Horton
DeRon Horton (* 25. November 1992 in Houston) ist ein amerikanischer Schauspieler. 

## Leben und Karriere
Horton wurde in Houston, Texas geboren, aber als er zehn Jahre alt war, zog seine Familie mit ihm wegen der Arbeit seines Vaters nach Saudi-Arabien, wo er in der High School der einzige Afroamerikaner war. Zehn Jahre später kehrte er in die Vereinigten Staaten zurück und studierte am College of Arts and Design in Savannah.
Von 2017 an verkörperte Horton in der Netflix-Serie Dear White People Lionel Higgins, einen Schwulen in einer afroamerikanischen Studentenschaft. 2018 und 2019 kamen für jeweils eine Staffel Nebenrollen in American Vandal und American Horror Story hinzu. 2021 endete Dear White People mit einer Musical-Staffel, in der Horton mit Wade F. Wilson das Lied Breakin’ My Heart (Pretty Brown Eyes) von Mint Condition performt.

## Filmografie (Auswahl)
- 2012: Haven (Fernsehserie, 1 Episode)
- 2014: Lions and Lambs (Kurzfilm)
- 2016: Lethal Weapon (Fernsehserie, 1 Episode)
- 2017: Burning Sands
- 2017: Roman J. Israel, Esq. – Die Wahrheit und nichts als die Wahrheit
- 2017–2021: Dear White People (Fernsehserie, 40 Episoden)
- 2018: Dirt
- 2018: After Everything
- 2018: American Vandal (Fernsehserie, 7 Episoden)
- 2019: American Horror Story (Fernsehserie, Staffel: 1984, 8 Episoden)
- 2020: Bad Hair
- 2020: Endless
- 2021: Bliss
- 2022: Die letzten Tage des Ptolemy Grey (Fernsehserie, 6 Episoden)

## Nominierung
- 2020: Black Reel Award als Bester Schauspieler einer Comedyserie für Dear White People

## Weblink
- DeRon Horton bei IMDb

## Einzelnachweis
1. ↑  R. Kurt Osenlund: Dear White People Star Deron Horton on Bringing New Black Narratives to TV. In: Out. 27. April 2017, abgerufen am 10. September 2021.

| Personendaten    | Personendaten                      |
| ---------------- | ---------------------------------- |
| NAME             | Horton, DeRon                      |
| KURZBESCHREIBUNG | amerikanischer Schauspieler        |
| GEBURTSDATUM     | 25. November 1992                  |
| GEBURTSORT       | Houston, Texas, Vereinigte Staaten |